# Имер, Тереза
Тереза Имер (итал. Teresa Imer, 1723, Венеция — 19 августа 1797, Лондон) — итальянская певица, театральный антрепренёр, хозяйка салона, куртизанка, авантюристка.

## Биография
Дочь актёра и театрального антрепренёра Джузеппе Имера, для труппы которого писал Карло Гольдони (они познакомились в 1734 году в Вероне и работали вместе в Венеции). В 18 лет стала любовницей 76-летнего сенатора Альвизе Гаспаро Малипьеро, владельца роскошного особняка Palazzo Malipiero на Большом канале. В его кругу познакомилась с Казановой, стала его подругой, родила от него дочь. Как певица дебютировала в Венеции в 1742 году, затем выступала в Вене, Лондоне, Гамбурге, Копенгагене, Париже, Байройте. Пела в операх Глюка, Иомелли, Бальдассаре Галуппи и др. В 1742 или 1743 году вышла замуж за танцовщика Анджело Помпеати (1701—1768); в 1755 году они разошлись.
Пользовалась покровительством принца Лотарингского. Руководила театральной труппой в Нидерландах под именем госпожи Помпеати. В 1756—1757 годах выступала в Антверпене и Генте, в апреле 1757 года пела в Льеже. Разорившись, сменила имя, стала госпожой Тренти. В Амстердаме снова встретилась с Казановой. В 1759 году вышла замуж за богатого голландца Яна Рийгербооса Корнелиса, взяла его фамилию. В 1760 году под этой фамилией обосновалась в Лондоне, где в купленном ею особняке семейства Карлейль в квартале Сохо давала пышные приёмы, концерты и костюмированные балы для английской и европейской аристократии. Среди концертировавших здесь были Иоганн Кристиан Бах и Карл Фридрих Абель, тут была поставлена опера Томаса Арна «Артаксеркс». Меблировкой особняка занимался Томас Чиппендейл. На приёмах и концертах бывали Сэмюэл Джонсон и Оливер Голдсмит, Хорейшо Уолпол, Фанни Берни и др., особняк и приёмы госпожи Корнелис изображены в романе Смоллетта «Путешествие Хамфри Клинкера» (1771).
Мадам Корнелис была очень успешным предпринимателем. По словам её друзей, у неё был загородный дом в Хаммерсмите с «тремя помощницами, тридцатью двумя слугами, шестью лошадьми, немой и компаньонкой». Её дочь получила хорошее образование в католическом монастыре, там она руководила многими делами.
Снова разорилась, попала в тюрьму, в 1778 году продала особняк, но продолжала антрепренёрскую деятельность в другом, более скромном районе Лондона, где и празднества стали поскромнее. После 1785 года исчезла из большого света, скрывалась под именем госпожи Смит, торговала ослиным молоком. Скончалась в лондонской тюрьме Флит, куда была заключена за долги.